# Lexcycle Stanza
Lexcycle Stanza est un logiciel de lecture de livres électroniques, journaux, et autres publications numériques. Il supporte les formats de livre électronique ePub, eReader, Microsoft Reader, Amazon Kindle, Mobipocket, et PalmDoc, ainsi que les formats génériques HTML, PDF, Microsoft Word, et Rich Text Format. La société Lexcycle appartient à Amazon.com (créateur du Amazon Kindle).
Stanza est distribué gratuitement en deux versions : Stanza pour iPhone/iPod, et Stanza Desktop pour les ordinateurs de bureau.
Stanza iPhone/iPod permet aux utilisateurs de gérer une bibliothèque de livres sur leur iPhone ou iPod Touch et offre une interface de lecture personnalisable. Il propose un catalogue en ligne, ainsi que la possibilité de se synchroniser avec Stanza Desktop via Bonjour. Stanza iPhone est un des lecteurs de livres électronique le plus populaire sur iPhone,.

## Support des DRM Adobe
En février 2009, peu de temps avant d'être racheté par Amazon.com, Lexcycle annonce que Stanza sera capable de lire les fichiers protégés par les DRM Adobe dans le courant du trimestre suivant. Néanmoins, aucune nouvelle information n'arrivant fin septembre 2009, et les commentaires sur le forum d'assistance Lexcycle se faisant de plus en plus pressant, Neelan Choksi, CEO de Lexcycle, dit le 19 septembre 2009 : "At this point in time, we are not supporting the Adobe DRM solution. This decision will be evaluated on a regular basis as we move forward." ("Aujourd'hui, nous ne supportons pas la solution de DRM d'Adobe. Cette décision sera évaluée sur une base régulière tant que nous continuerons à avancer"). Il est aujourd'hui difficile de savoir si Stanza supportera un jour les DRM Adobe.